# Joe McNulty
Joseph Turner „Joe“ McNulty (* 9. September 1949 in Chicago, Illinois) ist ein ehemaliger US-amerikanischer Skilangläufer.
McNulty hat sich auf die Distanzrennen spezialisiert. Einen zweiten Platz erreichte er bei den NCAA-Meisterschaften 1970. Bei den Olympischen Winterspielen 1972 in Sapporo, Japan startete er im 50-km-Rennen, musste aber aufgeben. Im selben Jahr holte er bei der Winter-Universiade in Lake Placid Bronze mit der Staffel und belegte über 15 km den 13. Platz. Als Langstreckenläufer nahm er 1976 am Mount Washington Road Race, einem Bergrennen auf den Mount Washington in New Hampshire, teil. Er erreichte das Ziel als 14.
McNulty trat erst für die Tilton School in New Hampshire an und später für das Middlebury College. Nach Beendigung seiner aktiven Karriere half er bei der Pflege diverser Wanderwege, vor allem in Jackson, New Hampshire. Außerdem war er in den 1970er Jahren Vorsitzender eines Anbieters für Skitouren.